# Haematopota furtiva
Haematopota furtiva är en tvåvingeart som beskrevs av Austen 1908. Haematopota furtiva ingår i släktet Haematopota och familjen bromsar. Inga underarter finns listade i Catalogue of Life.